# Pyropteron (Synansphecia) kautzi
Pyropteron (Synansphecia) kautzi is een vlinder uit de familie wespvlinders (Sesiidae), onderfamilie Sesiinae.
Pyropteron (Synansphecia) kautzi is voor het eerst wetenschappelijk beschreven door Reisser in 1930. De soort komt voor in het Palearctisch gebied.